# Tito Orsini
Tito Orsini (Genova, 20 gennaio 1815 – Capriata d'Orba, 26 novembre 1896) è stato un politico e avvocato italiano. Fu senatore del Regno d'Italia dalla XIV legislatura.
Orsini, deputato nella IX legislatura, fu nominato senatore del Regno il 12 giugno 1881 e divenne componente della commissione incaricata di predisporre il codice di commercio, della quale facevano parte diversi genovesi. Era un avvocato particolarmente versato in materia di diritto commerciale. Nel 1888 venne eletto presidente del Consiglio dell'Ordine degli Avvocati di Genova, succedendo al senatore Cesare Cabella; venne confermato presidente sino al suo decesso.